# 周溥
周溥，字宗大，山東歷城縣人。明朝政治人物。
景泰七年（1456年）丙子科山東鄉試解元，歷官元氏縣知縣。有文名，學者稱書樵先生。
有子周程，字公度，舉人，官宝坻知县。次子周导，字公慶，弘治十二年进士，官嘉兴府知府。次子周秀（1462年-1524年），字公全，舉人，官蒙城知县，贬清丰县丞，嘉靖初升上元知县，官至怀庆府同知。